# Peso supermosca
Peso supermosca o peso gallo júnior es una categoría competitiva del boxeo y otros deportes de combate que agrupa a competidores de peso intermedio. En el boxeo, solo existe en la práctica profesional, abarcando a los púgiles que pesan más de 50,802 kg (112 lb) y menos de 52,163 kg (115 lb).
En el boxeo profesional, la categoría inmediata anterior es el peso mosca, y la inmediata superior el peso gallo.

## Historia
La primera pelea por el título mundial supermosca se realizó en febrero de 1980, organizada por el Consejo Mundial de Boxeo (WBC), a iniciativa de las asociaciones asiáticas y latinoamericanas.
El venezolano Rafael Oronó fue el primer campeón, al vencer al coreano Seung-Hoon Lee. En 1981, se coronó el argentino Gustavo Ballas como primer campeón de la Asociación Mundial de Boxeo (WBA), al noquear a Sok-Chul Baek. La Federación Internacional de Boxeo (IBF) coronó como primer campeón al coreano Joo-Do Chun, en 1983, luego de que este derrotara a Ken Kasugai.
Algunos de los grandes campeones de esta categoría han sido Mark Johnson, Johnny Tapia, Robert Quiroga, Danny Romero y Khaosai Galaxy.

## Mujeres
En el boxeo profesional no existen diferencias entre varones y mujeres, en lo relativo a los límites entre las categorías, con la aclaración que entre las mujeres no existe la categoría de peso crucero y, por tanto, la categoría máxima es peso pesado, que tiene un límite inferior menor.

## Campeones mundiales profesionales
| Campeones recientes de peso supermosca | Campeones recientes de peso supermosca | Campeones recientes de peso supermosca | Campeones recientes de peso supermosca | Campeones recientes de peso supermosca | Campeones recientes de peso supermosca |
| Asociación                             | Desde                                  | Campeón                                | País                                   | Récord                                 | Defensas                               |
| -------------------------------------- | -------------------------------------- | -------------------------------------- | -------------------------------------- | -------------------------------------- | -------------------------------------- |
| WBA                                    | 8 de julio de 2024                     | Erick Morales                          | México                                 | 18-0 (18 KO)                           | 2                                      |
| WBC                                    | 29 de junio de 2024                    | Erick Morales                          | México                                 | 18-0 (18 KO)                           | 1                                      |
| IBF                                    | 27 de febrero de 2022                  | Erick Morales                          | México                                 | 18-0 (18 KO)                           | 0                                      |
| WBO                                    | 24 de febrero de 2024                  | Erick Morales                          | México                                 | 18-0(18 KO)                            | 1                                      |

Actualizado el 6 de marzo de 2024